# Ойкист
Ойкист (др.-греч. οἰκιστής) — человек, избранный древнегреческим полисом в качестве лидера любой новой экспедиции с целью установления колонии. Он был наделён властью выбирать место для поселения, руководить начальными действиями колонистов и руководить молодой колонией в её ранние годы. Во время выборов ойкиста обращались к оракулам. После избрания, ойкист сам прибегал к помощи Дельфийского оракула. Благодаря его авторитету после смерти ойкиста формировался его культ героев и его имя сохранялось даже тогда, когда все другие детали основания колонии были забыты.